# 伊江朝助
伊江朝助（日语：／ Ie Chōjo，1881年10月10日—1957年11月26日），號馬巖，沖繩實業家、政治家，日本貴族院男爵議員。伊江御殿十四世。

## 生平
伊江朝助出生在首里當藏村（今那霸市首里當藏町），是十三世伊江朝真（富盛按司朝真，唐名：向善行）的長子。其父朝真在日本吞併琉球後前往東京，擔任尚侯爵家御用係兼家扶。伊江朝助從首里小學校畢業後前往東京。他曾在私立順天中學校、早稻田大學高等預科唸書，後於1907年7月在早稻田大學部政治科畢業。1908年12月，入伍步兵第48聯隊當一年志願兵，1909年12月離隊，後回到沖繩。
1911年5月，擔任沖繩電氣軌道會社的常任監察人。1913年3月辭任，翌月當選首里區會議員、沖繩縣會議員。1914年9月，任沖繩銀行董事。翌月，與仲里朝敦等人成立沖繩民報社，自任社長直至1916年6月。他因此報社的成立以及銀行經營等問題與尚順發生了衝突。
1916年11月至1918年1月期間擔任沖繩縣會議長。1919年，沖繩民報停刊。此前他曾大量借款，負債纍纍，沖繩銀行沒收了他的房屋和住宅。同年2月其父去世，3月30日繼承其父男爵的爵位，此後，他辭去一切職務前往東京。
1925年3月14日，他在貴族院男爵議員補選中當選，屬公正會。他一直擔任貴族院議員直到1947年5月2日貴族院廢止為止。期間曾擔任土木會議議員。1940年11月就任舊沖繩新報（今琉球新報）社長。
日本投降後，他在東京居住，擔任過沖繩協會會長、沖繩財團理事長、沖繩土地問題解決促進委員長、南方同胞援護會理事等職務，致力於沖繩的戰後復興。
其妻是伊江房子是尚寅的長女。無子，以侄伊江朝雄為養子。